# Piața Avram Iancu din Arad
Piața Avram Iancu este una dintre piețele principale ale orașului Arad din România și se află amplasată pe Bulevardul Revoluției în spatele Teatrului Clasic „Ioan Slavici”. Piața s-a numit inițial Strada Primăriei, deoarece acolo s-a aflat primăria orașului Arad, pe actualul amplasament al casei Domány. Dezvoltarea pieței a început în anul 1740, odată cu declararea Aradului, „oraș priveligiat cameral”.  În prezent, piața este delimitată de clădiri construite cu un etaj sau cu două etaje în stil baroc, seccesion sau neo clasic, iar în centrul pieței se află un parc cu alei perpendiculare și în diagonală, în centrul căruia se află „Monumentul ostașului necunoscut”. 

## Nume
Piața Avram Iancu poartă numele revoluționarului român Avram Iancu, unul dintre conducătorii Revoluției Române de la 1848, care  a luptat alături de Armata Austriacă împotriva revoluționarilor maghiari antihabsburgici.
În trecut piața a purtat numele de Strada Primăriei în secolul al XVIII-lea și începutul secolului al XIX-lea și numele de Piața Libertății în secolul al XIX-lea și începutul secolului XX.

## Istoric

Primirea delegaţiei care a adus Diploma imperială prin care se acorda Aradului statutul de „oraș liber regesc” în anul 1834

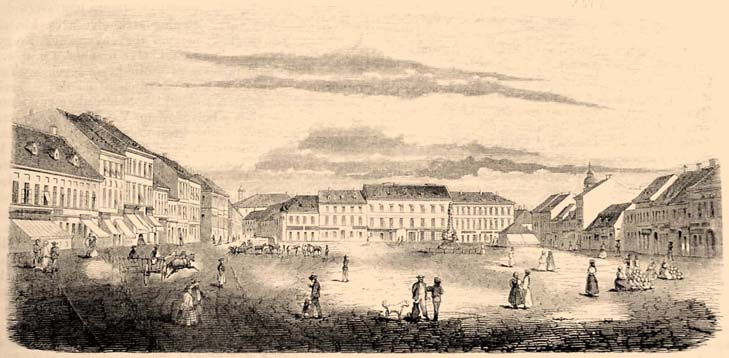
Piața Avram Iancu în secolul al XIX-lea

Piața Avram Iancu s-a conturat urbanistic încă din secolul al XVIII-lea și devenind centrul orașului în secolul al XIX-lea, postură pe care a avut-o până la construirea noii primării. 
Aradul a devenit „oraș priveligiat cameral” în anul 1740, după căderea în dizgrație a ducelui Rinaldo de Modena care a fost deținătorul întregului județ din 1732, și a devenit principalul centru al acestui domeniu și a primit dreptul de a avea administrație proprie. Probabil din 1740 datează prima primărie care a fost în Piața Avram Iancu la nr. 16, clădire căreia i s-a construit un turn cu ceas între anii 1769 și 1770. 
În anul 1746 a fost ridicat monumentul „Sfintei Treimi”, în memoria epidemiei de ciumă din anii 1738-1739. Statuia barocă a fost sfințită în anul 1751 de către canonicul Eugen Limburg. Statuia a fost renovată în 1853 și după construirea teatrului nou a fost mutată în Aradul Nou. În anul 1760 a fost construită biserica minoriților de către arhitectul Egidius Genowein. Biserica minoriților nu mai există în prezent.
În anul 1818 piața a găzduit manifestările organizate cu ocazia vizitei arhiducelui Iosif, palatinul Ungariei.
La 9 februarie 1826, Aradului i se acordă drepturile unui „oraș liber regesc”, astfel conducerea orașului solicită noi planuri de sistematizare, care au fost realizate în anul 1828 de inginerul Pikuly Ludovic, iar piața a devenit centrul orașului.
12 aprilie 1834, data la care diploma de „oraș liber regesc” a fost semnată de către împăratul Francisc I, a reprezentat momentul în care orașul a primit un imbold pentru dezvoltarea construcțiilor. Festivitățile organizate cu prilejul acordării diplomei au fost cunoscute ca Arader Festtage și s-au desfășurat pe parcursul a douăsprezece zile, între 17 și 28 august.
La intersecția străzii Mihai Eminescu cu Bulevardului Revoluției în Piața Avram Iancu a fost construită, între anii 1872 și 1874, clădirea Teatrului din Arad, clădire care a fost restaurată între anii 1957 și 1960, în urma unui incendiu. Lucrările de restaurare, executate sub supravegherea arh. Miloș Cristea au accentuat stilul neo-clasic al edificiului, prin introducerea unui fronton pe fațada de nord, ridicat deasupra unui șir de coloane angajate.
La 31 octombrie 1918, după înființarea Consiliul Național Român Central, muncitorii fabricilor și atelierelor au încetat lucrul și au declarat grevă generală și s-au îndreptat cu toții înspre Piața Libertății (numele de atunci al pieței) unde a avut loc un mare miting convocat de socialiști la care au participat 10.000 de oameni. După miting o mare parte dintre cei prezenți s-au dus în cetate și au dezarmat garda obligând comandantul să-i elibereze pe cei 900 de deținuți politici și să demolizeze soldații. 

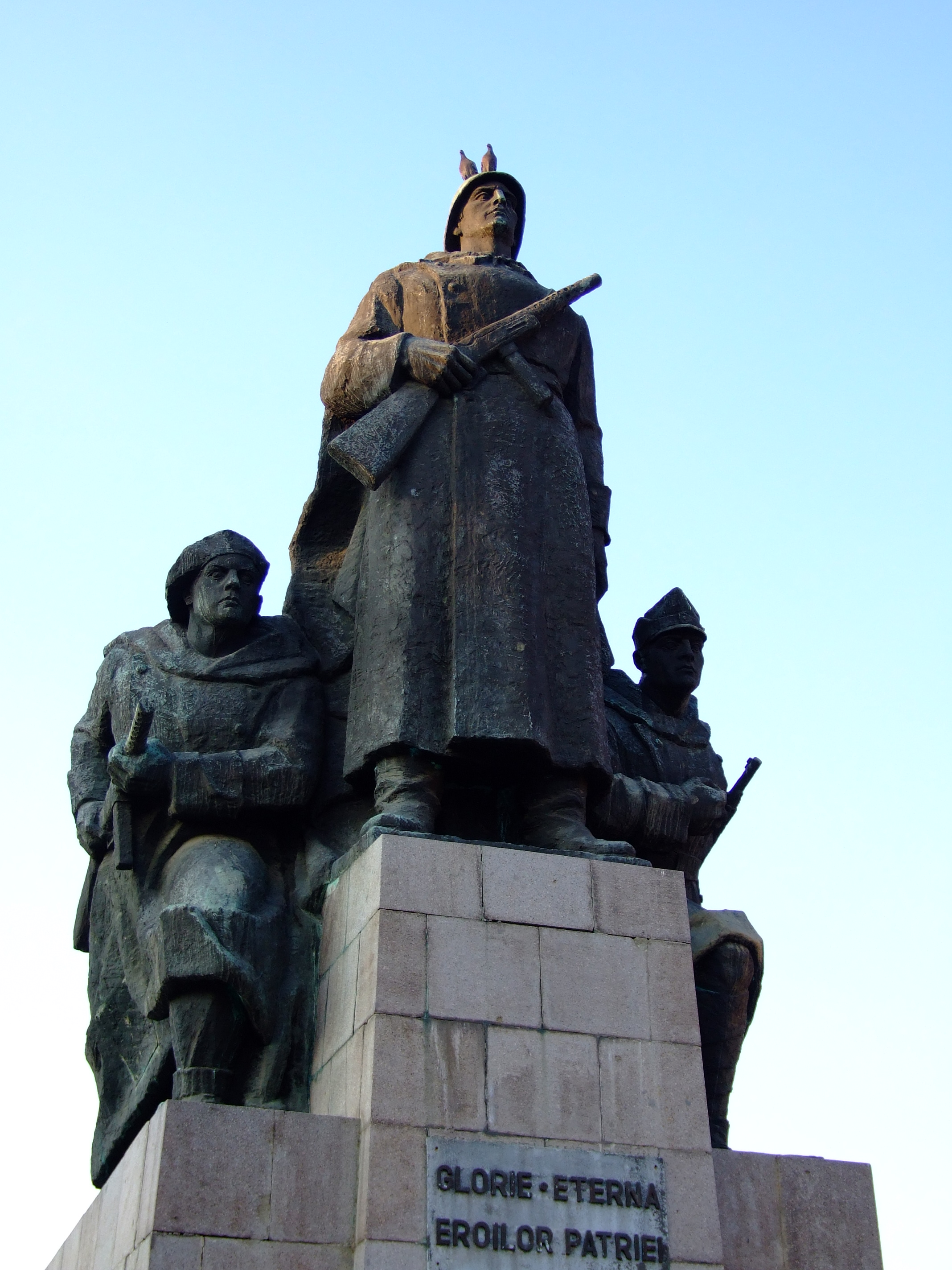
Monumentul ostașului necunoscut din Piața Avram Iancu din Arad

„Monumentul ostașului necunoscut” a fost înălțat în 1960 în onoarea eroilor luptei pentru eliberarea Transilvaniei de armatele germano-maghiare în timpul celui de-al Doilea Război Mondial.
În septembrie 2011 a avut loc o licitație pentru reamenajarea Pieței Avram Iancu. Piața urmează a fi prevăzută cu o parcare subterană pe două etaje cu aproximativ 500-600 de locuri de parcare și un pasaj pietonal subteran. Proiectul prevede amenajarea în zonă a unei biblioteci virtuale sub formă de piramidă.

## Descriere
Piața este delimitată de cele două sensuri de mers ale Bulevardului Revoluției aflate de-a lungului laturii estice și vestice, la nord este delimitată de strada Mihai Eminescu, iar la sud de strada Gheorghe Lazăr.
În partea de nord este limitată de clădirea neo clasică a Teatrului Clasic „Ioan Slavici”, pe partea de est, sud și vest este clădiri de clădiri construite cu un etaj sau cu două etaje în stil baroc, seccesion sau neo clasic.
În centrul pieței se află un parc cu alei perpendiculare și în diagonală, în centrul căruia se află „Monumentul ostașului necunoscut”.

### Clădiri

#### Casa Iacob Hirschl
Este poziționată în partea de sud-est a pieței la intersecția străzii Gheorghe Lazăr cu Bulevardul Revoluției. Casa a fost construită în a doua jumătate a secolului al XVIII-lea, în stil baroc provincial și a fost modificată în anul 1817. Aici se află sediul Casei de Cultură a Municipiului Arad.

#### Casa Domány
Se află în partea de nord vest a pieței și a fost construită în anul 1889 pe locul vechi primării a Aradului. 

#### Palatul farmaciștilor Rozsnyai
Amplasată la intersecția străzii Nicola Bălcescu cu Bulevardul Revoluției, a fost construită la jumătatea secolului al XIX-lea, iar în anul 1902 i se proiectează o nouă fațadă după planurile arhitectului Iosif Steiner.

#### Palatul Nádasdi
Se află pe partea de vest la intersecția străzii Mețianu cu Bulevardul Revoluției. A fost construit în anul 1904 după planurile arhitectului Reisinger, în stilul seccessionului arădean.

## Galerie foto

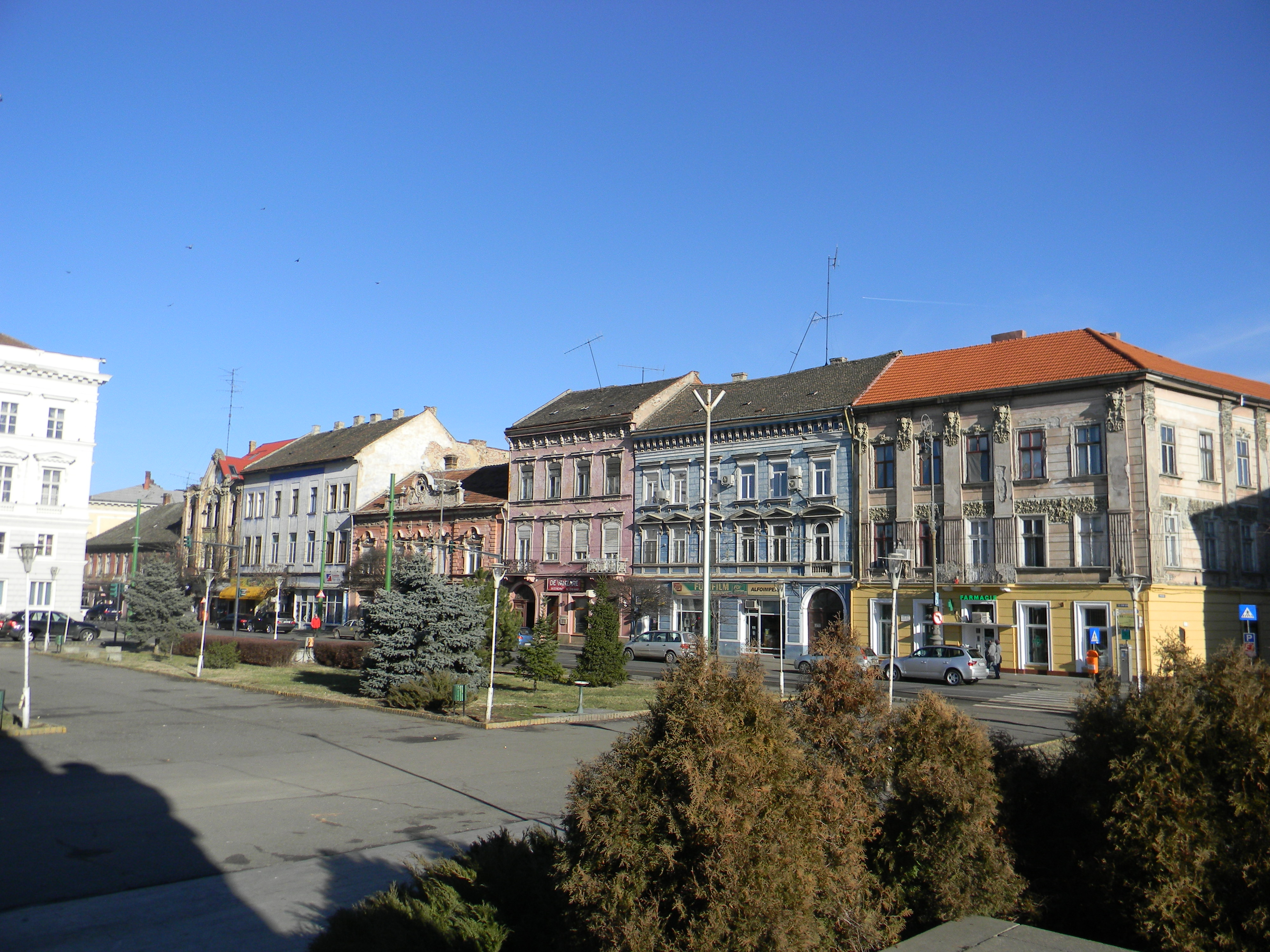
Piaţa Avram Iancu vedere spre nord-est, 2012
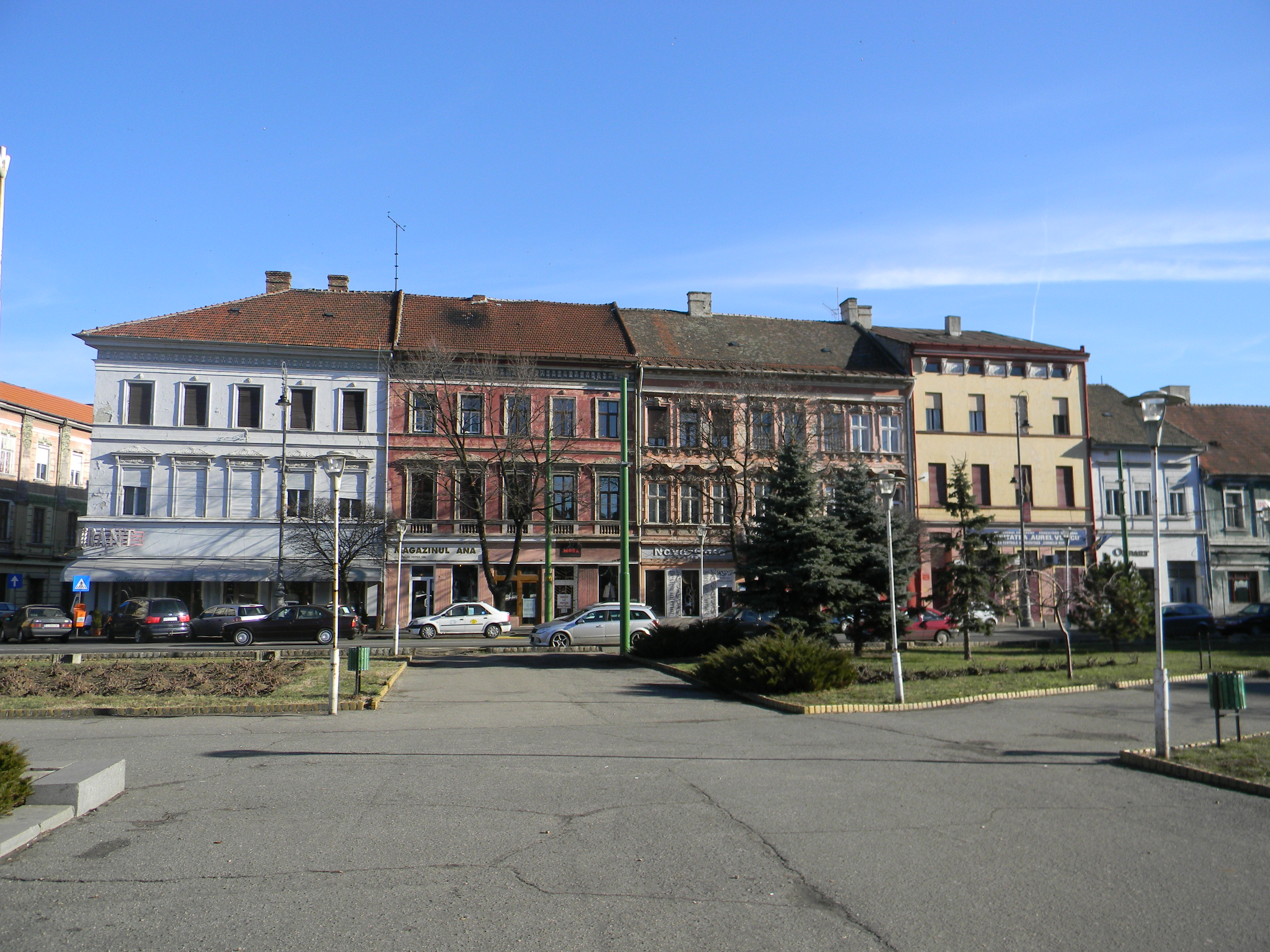
Piaţa Avram Iancu vedere spre est, 2012
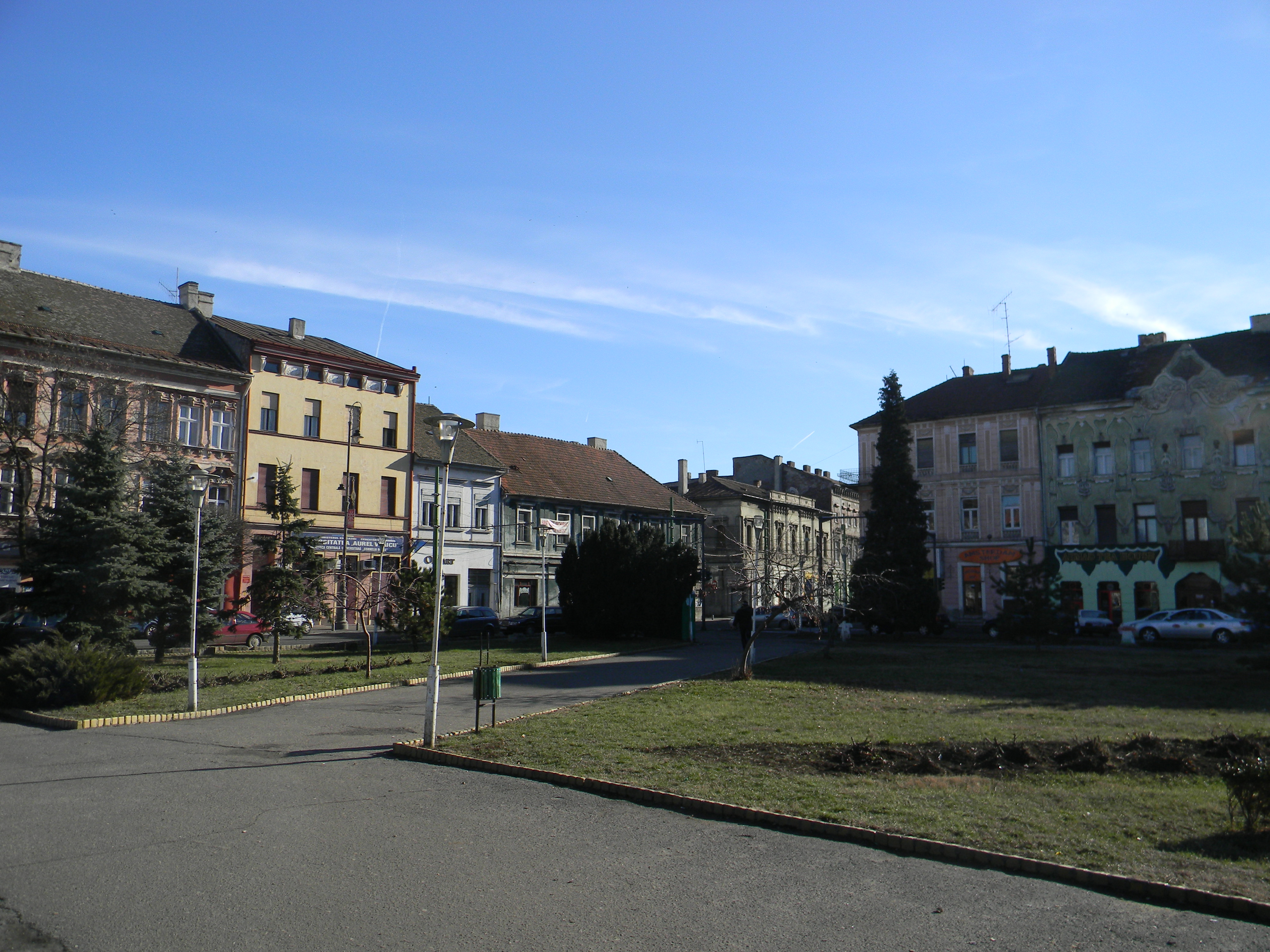
Piaţa Avram Iancu vedere spre sud-est, 2012
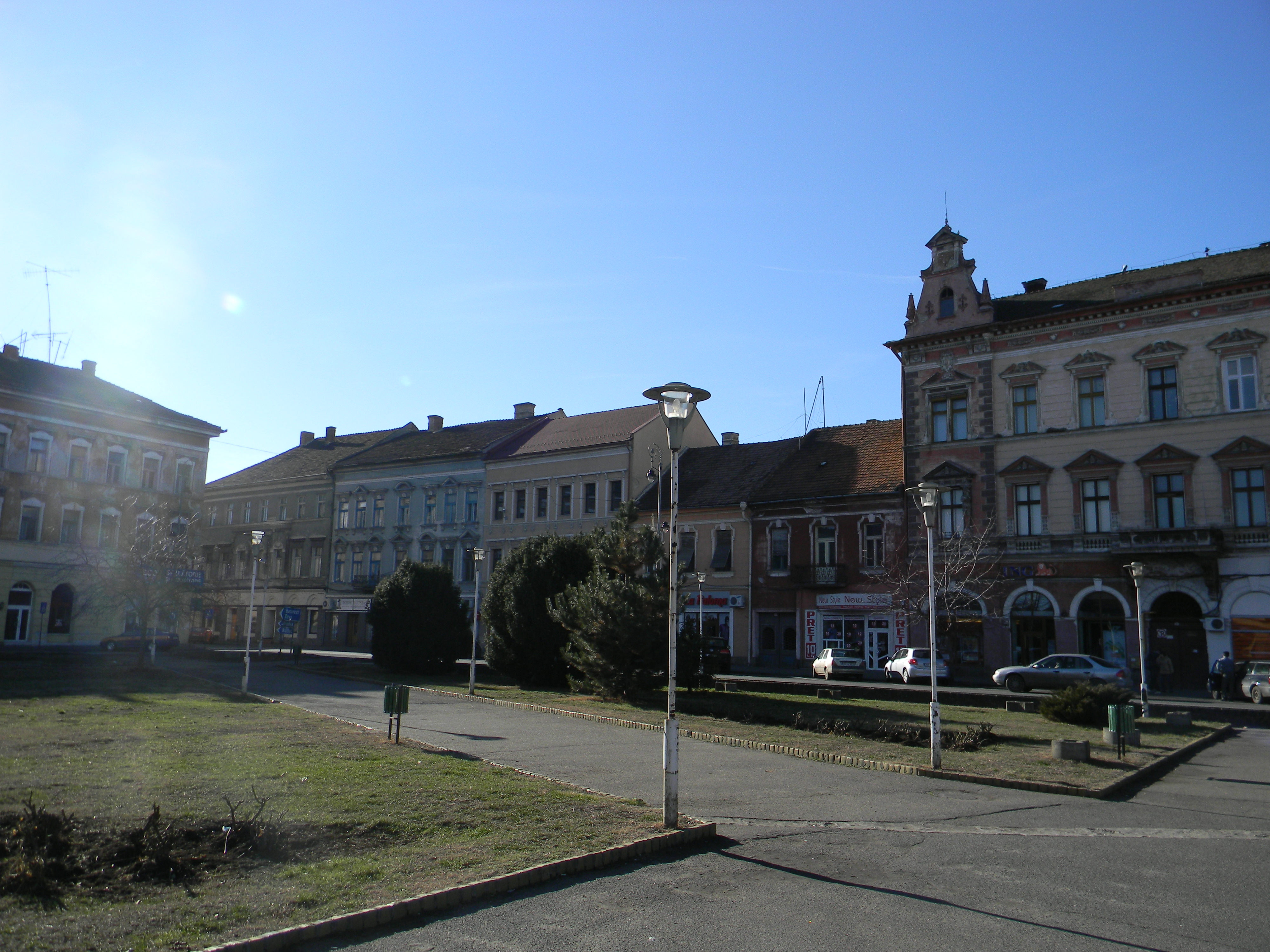
Piaţa Avram Iancu vedere spre sud-vest, 2012
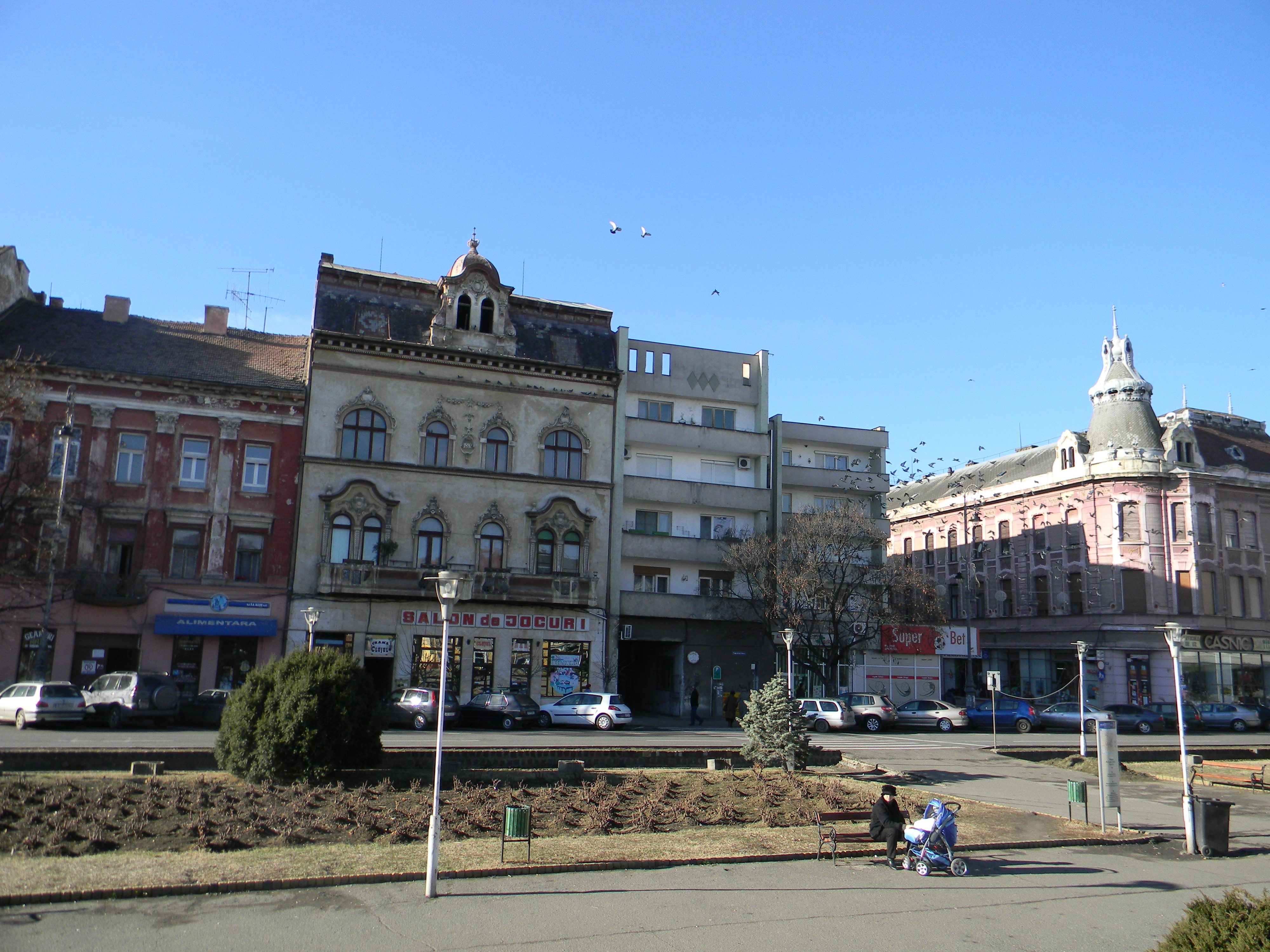
Piaţa Avram Iancu vedere spre vest, 2012
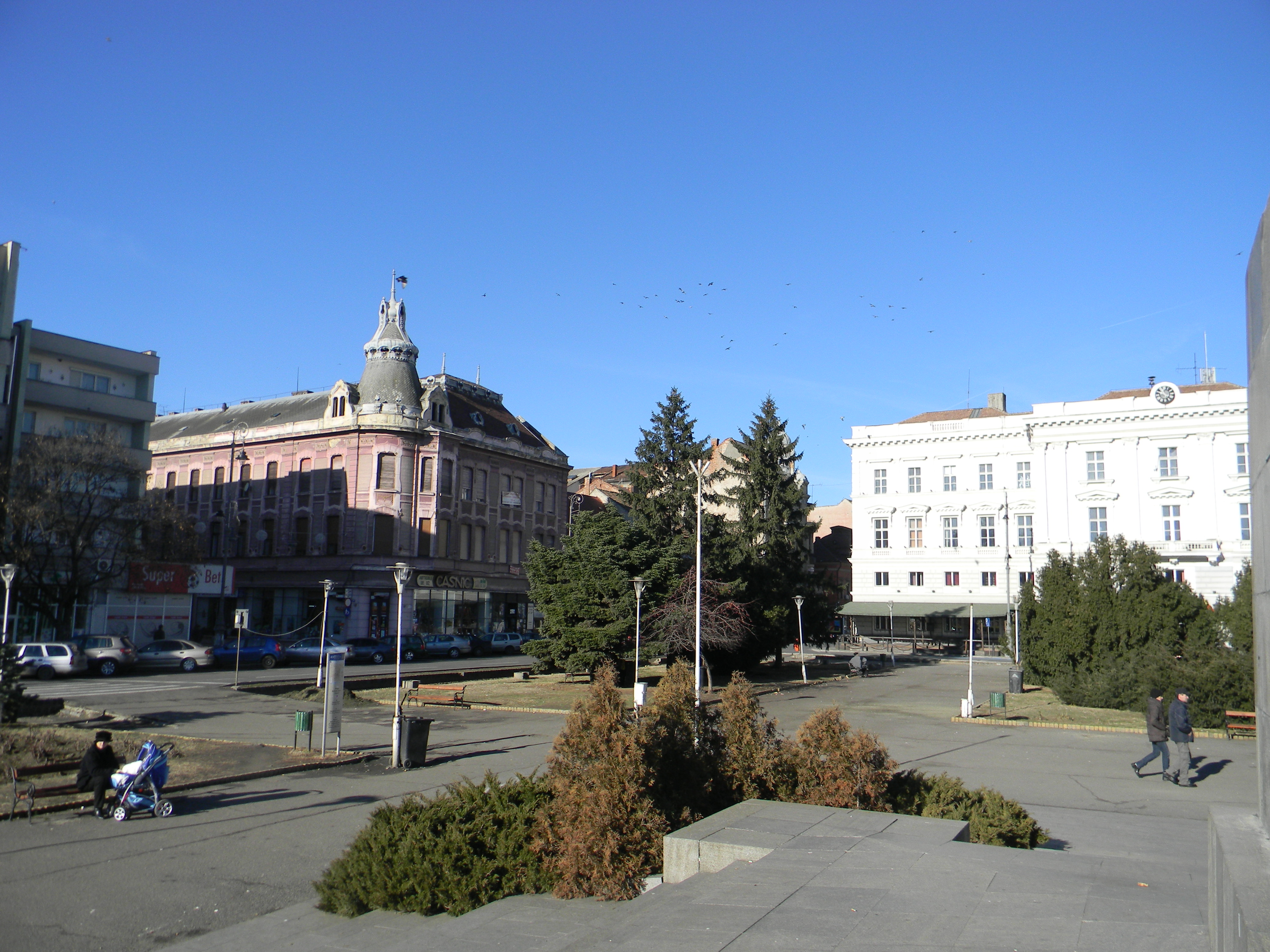
Piaţa Avram Iancu vedere spre nord-vest, 2012
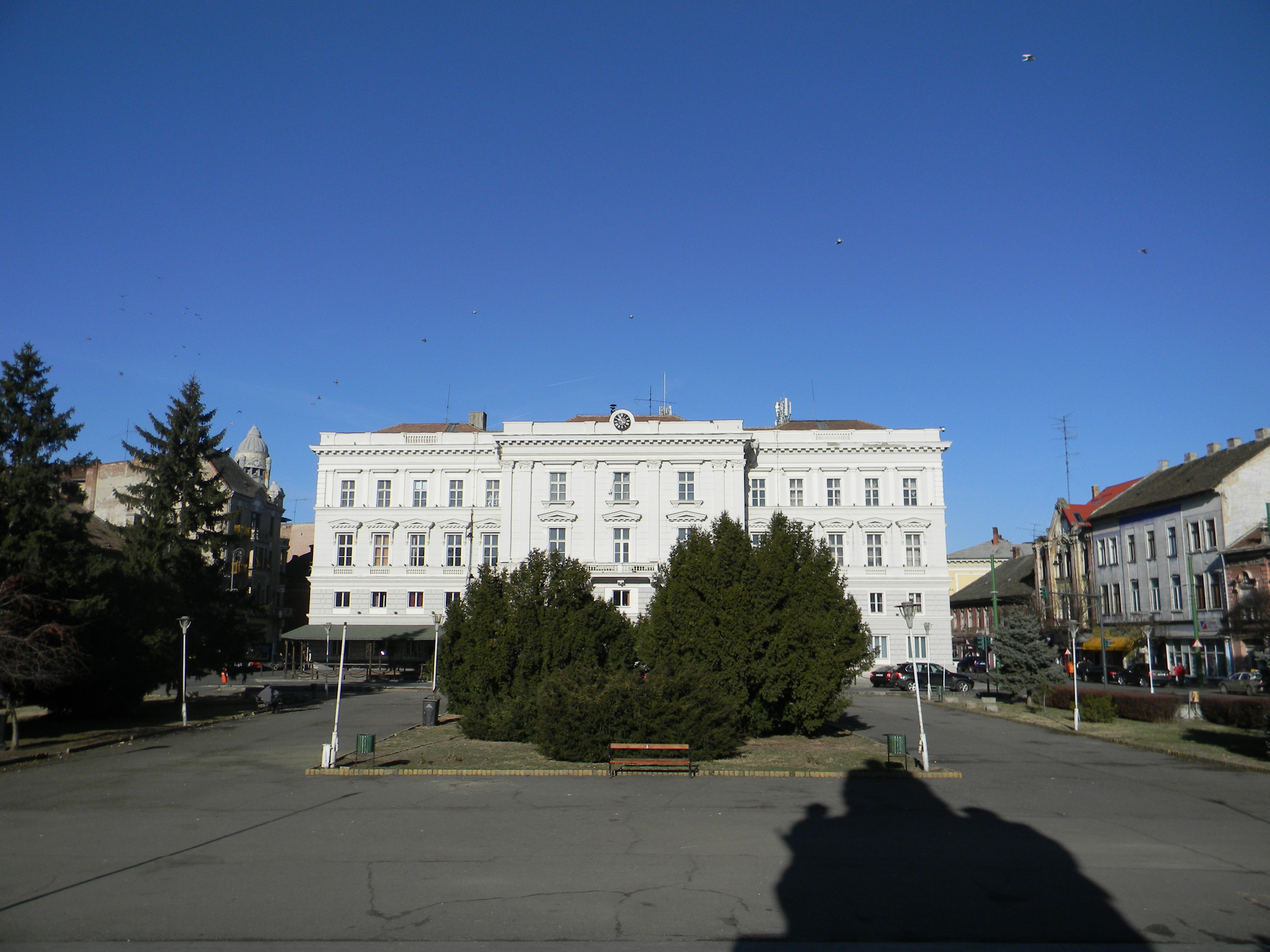
Piaţa Avram Iancu vedere spre nord - Teatrul Clasic „Ioan Slavici” - faţada din spate, 2012